# Bell OH-58 Kiowa
El OH-58 Kiowa es un helicóptero de reconocimiento militar monomotor, fabricado por la compañía estadounidense Bell Helicopter, que es usado como helicóptero utilitario, de observación, o de ataque ligero. Bell diseñó originalmente el OH-58 para el Ejército de los Estados Unidos, basado en el helicóptero civil Bell 206A JetRanger. El Kiowa ha estado en uso continuo por el Ejército estadounidense desde 1969. El último modelo, el OH-58D Kiowa Warrior, es usado principalmente para la misión de reconocimiento armado como apoyo a las tropas terrestres. El OH-58 ha sido exportado a Austria, Canadá, República Dominicana, Taiwán, y Arabia Saudí; y también ha sido producido bajo licencia en Australia.

## Diseño y desarrollo

### Programa LOH

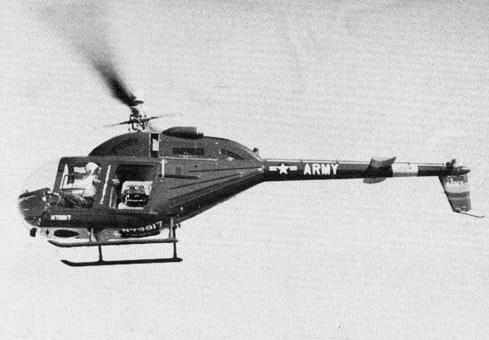
El YOH-4A fue el prototipo que consiguió el contrato en la segunda fase del programa LOH y se convirtió en el OH-58 Kiowa.

En octubre de 1960, el Ejército de los Estados Unidos emitió una petición de propuestas para un helicóptero ligero de observación bajo el programa LOH (siglas en inglés de Light Observation Helicopter). Bell entró en la competición junto a otros 12 fabricantes, entre los que se incluyen a Fairchild Hiller y Hughes Tool Co. Aircraft Division. En enero de 1961, Bell propuso su diseño Model 206, que fue seleccionado por el Ejército fuera de la fase de diseño de la competición en la Armada, y fue designado como el YHO-4.
Bell fabricó cinco prototipos de la aeronave en 1962 para la fase de pruebas y evaluación del Ejército. El primer prototipo realizó el primer vuelo el 8 de diciembre de 1962. Ese mismo año, todas la aeronaves comenzaron a ser designadas conforme al nuevo sistema de designación conjunto, así que el prototipo fue redesignado como YOH-4A. El YOH-4A también se hizo conocido por el sobrenombre Ugly Duckling (en español: "El pato feo") en comparación con los otros helicópteros de la competición. Durante la fase de pruebas, los pilotos de pruebas se quejaron de los problemas de potencia de la aeronave, lo que hizo que fuera eliminado de la competición. El diseño ganador fue el YOH-6 de Hughes Tool Co. Aircraft Division, y fue designado OH-6A Cayuse en 1965.
Cuando el YOH-4A fue rechazado por el Ejército, Bell se centró en resolver el problema de la comercialización del helicóptero. Además del problema de imagen, el helicóptero carecía de espacio para carga y solo proporcionaba un reducido espacio para los tres pasajeros planeados en la parte de atrás. La solución fue un rediseño del fuselaje para que fuese más liso y estético, añadiéndole 0,45 m³) de espacio de carga en el proceso. El helicóptero rediseñado fue designado como Model 206A, y el presidente de Bell Helicopter Edwin J. Ducayet lo nombró JetRanger denotando una evolución del popular Model 47J Ranger.
En 1967, el Ejército reabrió la competición LOH para recibir ofertas, porque Hughes Tool Co. Aircraft Division no podía cumplir las demandas de producción contractuales. Bell volvió a participar en el programa usando el mejorado Bell 206A. Fairchild-Hiller no volvió a participar en el concurso con el YOH-5A, aeronave que ya había comercializado con éxito con el nombre FH-1100. Finalmente, Bell bajó la oferta de Hughes para ganar el contrato y el Bell 206A fue designado OH-58A. Siguiendo la convención de nombres del Ejército de los Estados Unidos, el OH-58A fue nombrado Kiowa en honor de la tribu norteamericana Kiowa.

## Historia operacional

### Vietnam
El 27 de marzo de 1970, un OH-58A Kiowa fue derribado en Vietnam, siendo uno de los primeros OH-58A perdidos en la guerra.

### Después del 11-S

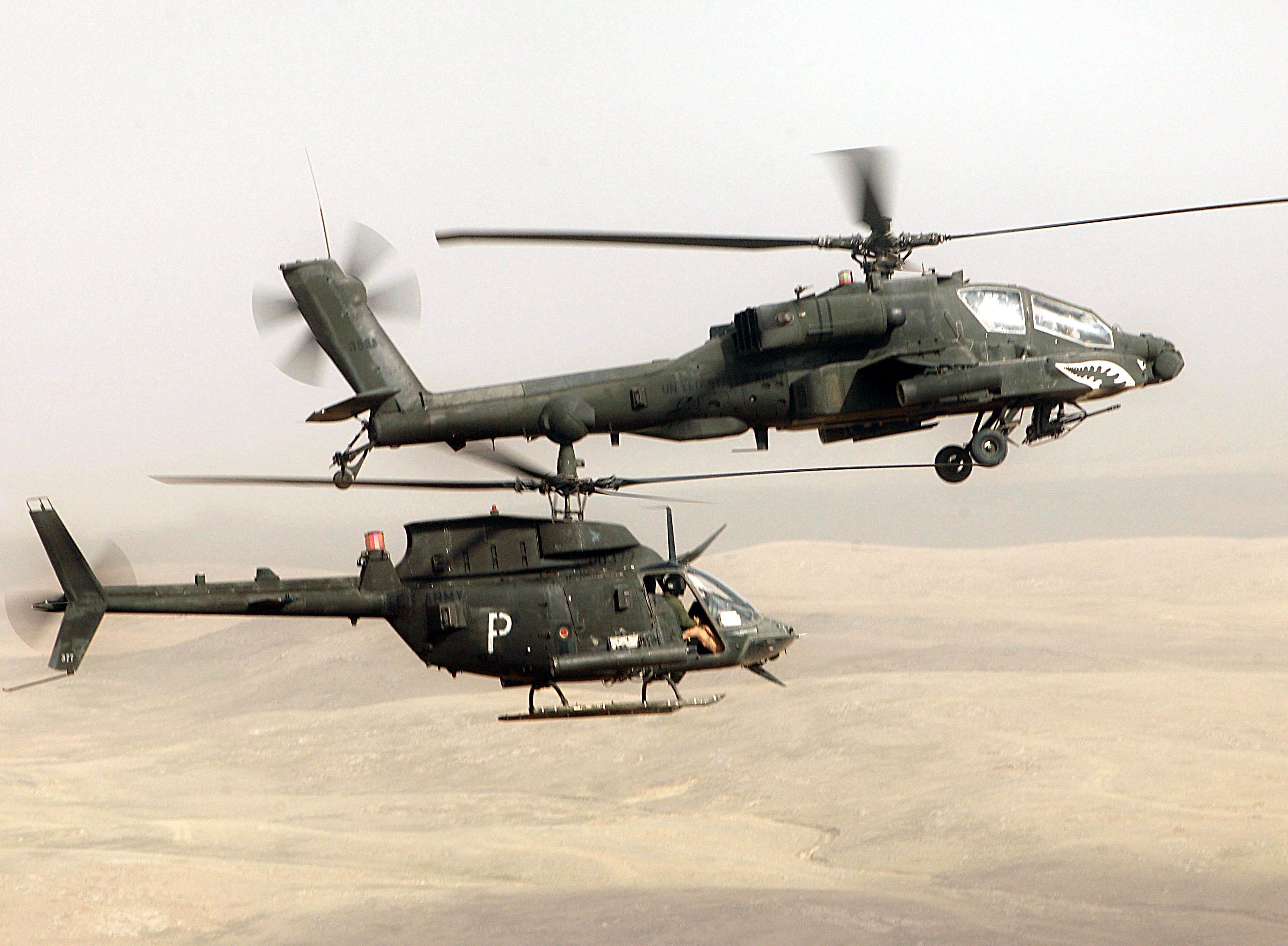
Un OH-58D Kiowa Warrior junto a un helicóptero de ataque AH-64 Apache, ambos del Ejército de los Estados Unidos, en una patrulla aérea cerca de Tal Afar, Irak, 24 de febrero de 2006.

El Ejército de los Estados Unidos ha empleado helicópteros Kiowa Warrior durante la Operación Libertad Duradera y en la Operación Libertad Iraquí. En este periodo, por desgaste en combate y accidentes, se han destruido más de 30 helicópteros Kiowa. Por la antigüedad de los helicópteros y la pérdida de parte de la flota, se llevó a cabo un programa para conseguir una nueva aeronave, que sería el helicóptero de reconocimiento armado ARH-70 (siglas de Armed Reconnaissance Helicopter), pero fue cancelado debido al elevado coste que alcanzó el proyecto.

## Variantes

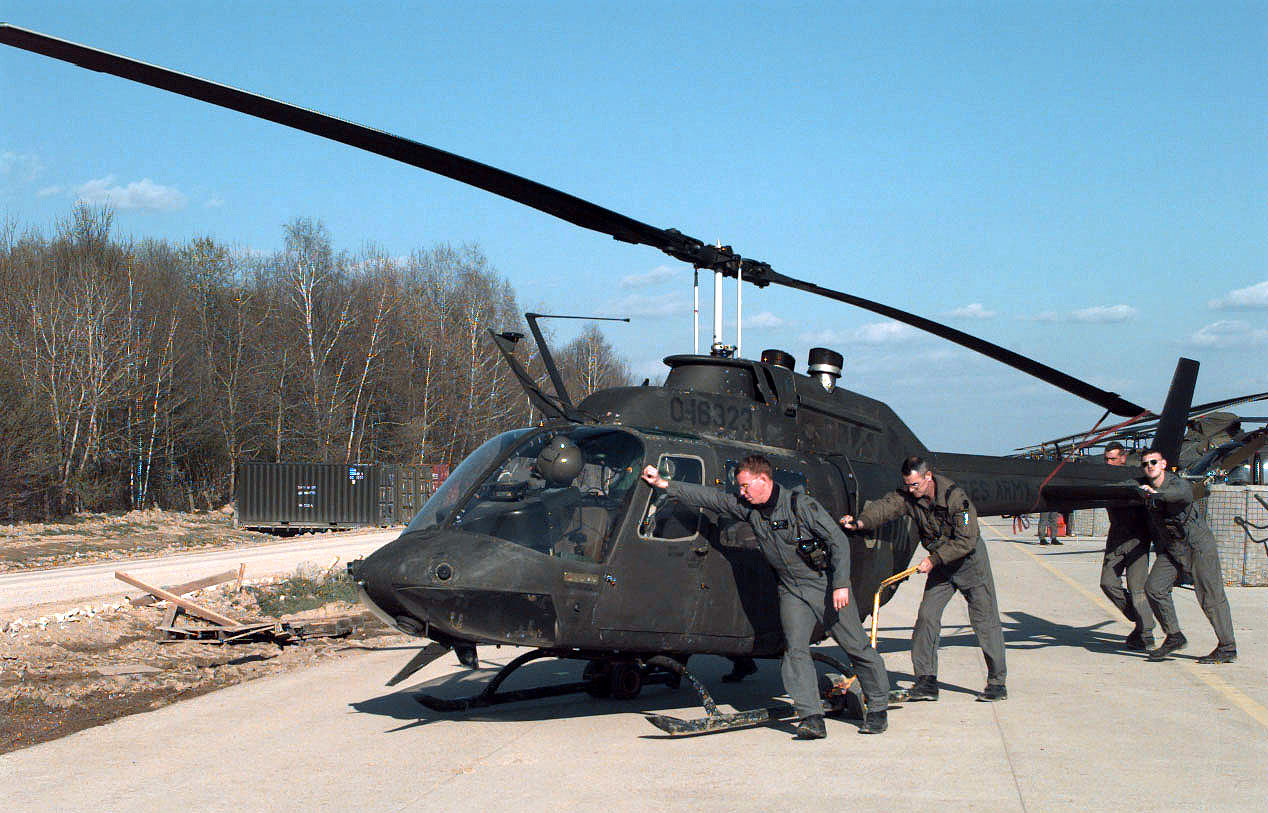
Un OH-58 Kiowa del Ejército de los Estados Unidos desplegado como parte de la SFOR en Bosnia y Herzegovina, 18 de abril de 1997.

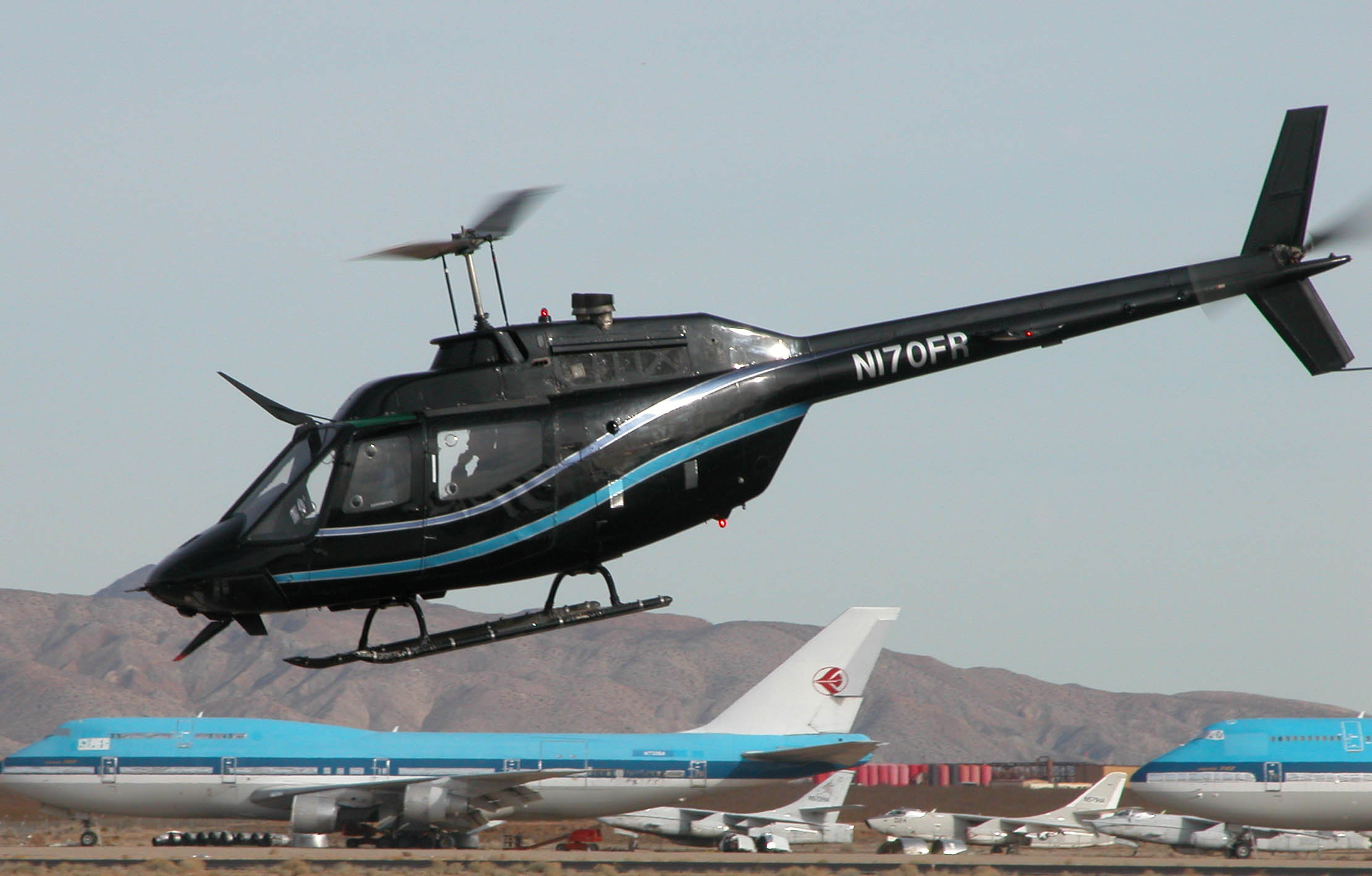
OH-58C operado por la National Test Pilot School.

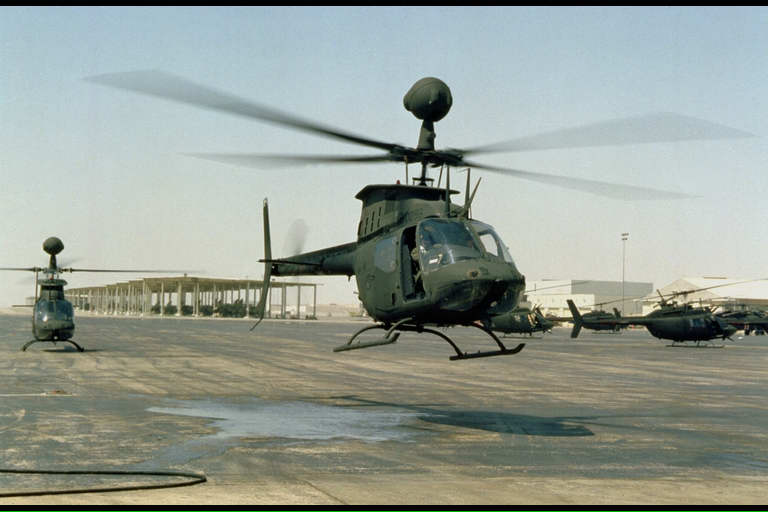
Dos OH-58D Kiowa con visor MMS montado en el mástil del rotor en un aeródromo, nótese la carencia de pilones para armamento.

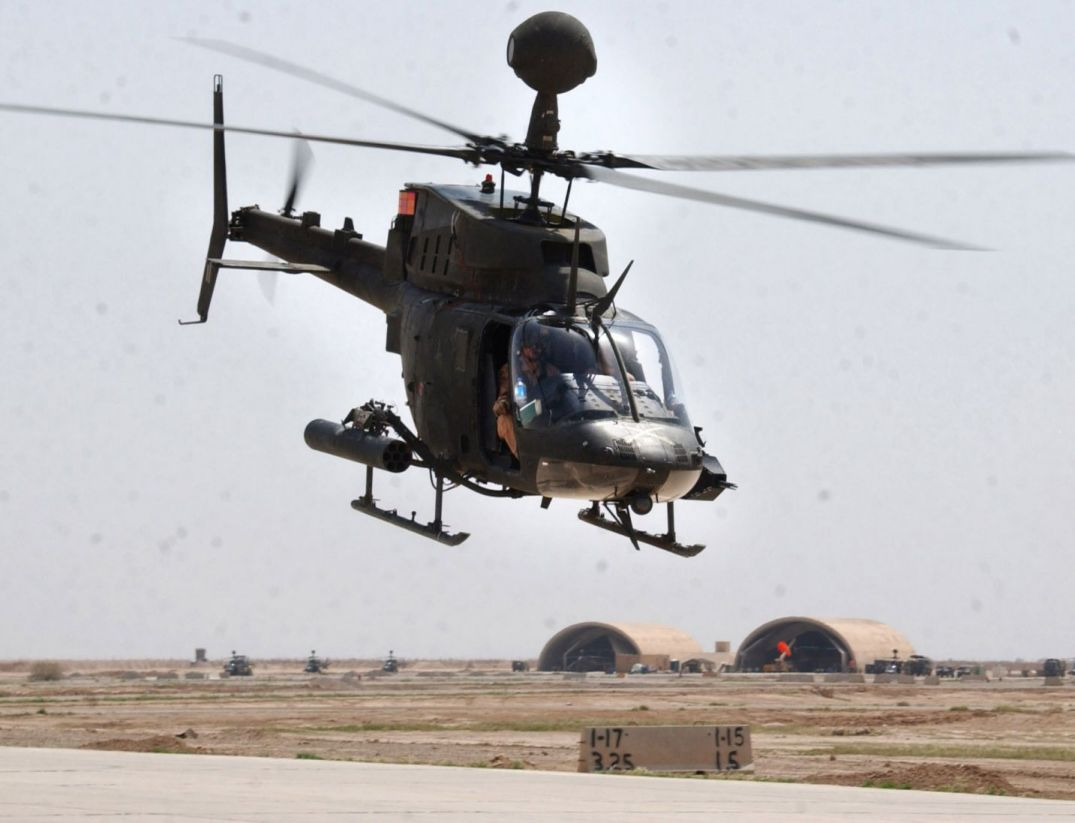
Un OH-58D Kiowa Warrior del 17º Regimiento de Caballería del Ejército de los Estados Unidos en la Base Mackenzie, Irak.

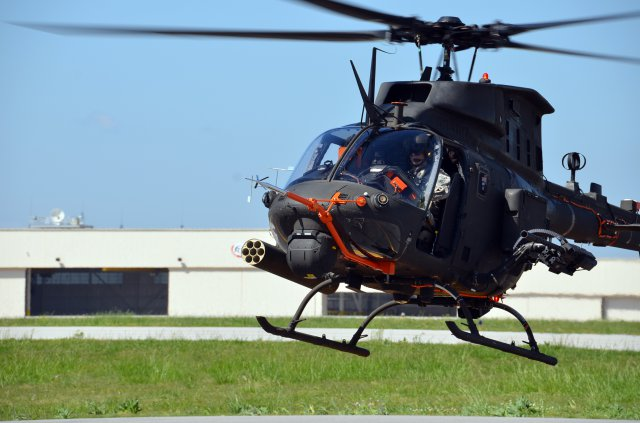
Aeronave de pruebas Bell Helicopter OH-58F en vuelo.

OH-58A
El OH-58A Kiowa es un helicóptero de observación de 4 plazas. El Kiowa tiene dos asientos de piloto, aunque los elementos de control en el asiento de la izquierda están diseñados para ser desmontables y llevar un pasajero delante. Durante su desarrollo en la Guerra de Vietnam, fue equipado con la M134 Minigun, una ametralladora de 7,62 mm operada eléctricamente. A las Fuerzas Armadas Canadienses les fueron entregados un total de 74 helicópteros OH-58A, designados como COH-58A y que posteriormente fueron redesignados como CH-136 Kiowa.
En 1978, los helicópteros OH-58A comenzaron a ser actualizados con el mismo motor y componentes dinámicos de la versión OH-58C. Y, en 1992, 76 OH-58A fueron modificados con otra actualización de motor, un sistema de visión térmica, un sistema de comunicaciones para fuerzas y cuerpos de seguridad, equipamiento de navegación mejorado y patines de aterrizaje más altos como parte del programa Counter-Drug RAID de la Guardia Nacional del Ejército.
OH-58B
Se designó OH-58B a una versión de exportación para la Fuerza Aérea Austriaca.
CAC CA-32
El Gobierno Australiano adquirió 55 OH-58A para el Ejército Australiano y la Marina Real Australiana, que fueron producidos bajo licencia en Australia por Commonwealth Aircraft Corporation con la designación CA-32. Esta versión del helicóptero era equivalente al 206B-1, con motor actualizado y palas de rotor más largas. Los primeros 12 helicópteros de los 55 fueron construidos en Estados Unidos y enviados por barco a Australia, parcialmente desmontados, para finalmente ser ensamblados completamente. Los helicópteros de la flota naval fueron retirados en el año 2000.
OH-58C
El OH-58C fue equipado con un motor más robusto que resolvería muchos problemas y preocupaciones con respecto a la potencia del Kiowa original. Además del motor actualizado, el OH-58C tenía sistemas de supresión de radiación infrarroja montados en el escape de gases de la turbina. Los últimos modelos de la versión C incorporaron parabrisas planos, la intención era reducir los brillos del sol que podían revelar la posición de la aeronave al enemigo. Los parabrisas planos tenían el efecto negativo de limitar la visión hacia adelante de la tripulación, lo que eliminaba una buena característica del diseño original.
El OH-58C también fue equipado con un panel de instrumentos más grande, aproximadamente un tercio más grande que el panel del OH-58A, con capacidad para instrumentos de vuelo más grandes. El panel también fue equipado con iluminación de cabina compatible con gafas de visión nocturna. Las luces interiores del helicóptero fueron modificadas para prevenir interferencias con el uso de gafas de visión nocturna de la tripulación. El OH-58C fue el primer helicóptero de reconocimiento del Ejército de Estados Unidos en ser equipado con el detector de radar AN/APR-39, un sistema que permite a la tripulación conocer cuando hay sistemas de radar contra aeronaves en las proximidades del helicóptero.
Algunos OH-58C fueron armados con dos misiles AIM-92 Stinger. Esos helicópteros fueron llamados OH-58C/S, la "S" indicaba la instalación de los Stinger. Llamado ATAS (siglas en inglés de Air-To-Air Stinger; en español sería Stinger aire-aire), este sistema de armas fue planeado para proporcionar capacidad de defensa aérea.
OH-58D
El OH-58D (Bell Model 406) fue el resultado del programa de mejora de helicópteros del Ejército AHIP (siglas en inglés de Army Helicopter Improvement Program). La actualización del motor y la transmisión le proporcionó al helicóptero la potencia necesaria para perfiles de vuelo a ras de tierra, y un rotor principal de cuatro palas le hizo más silencioso que el OH-58C de dos palas. El OH-58D introdujo la característica más distintiva de la familia Kiowa: la mira MMS (siglas de Mast-Mounted Sight) montada en la cima del mástil del rotor con una plataforma giroestabilizada que contiene un sistema de televisión TVS (siglas de TeleVision System), un sistema de cámara térmica TIS (siglas de Thermal Imaging System), y un localizador/designador láser LRF/D (siglas de Laser Range Finder/Designator). Esas nuevas características le proporcionaron al helicóptero la capacidad operativa adicional de adquisición de objetivos y designación láser tanto de día como de noche, y en condiciones de limitada visibilidad.
Bell 406CS
El Bell 406CS (Combat Scout) fue el nombre que se le dio a 15 helicópteros basados en el OH-58D (algunas veces llamado MH-58D) que fueron vendidos a Arabia Saudí. Para el 406CS se optó por un sistema de mira Saab HeliTOW en lugar del MMS. Esta mira fue montada en el techo de la aeronave, justo sobre el asiento del piloto izquierdo. También tenía puntos de anclaje para armamento desmontables en los laterales.
AH-58D
Los AH-58D fueron helicópteros OH-58D operados por la Task Force 118 (4º Escuadrón, 17º Regimiento de Caballería) y modificados añadiéndoles armamento en apoyo de la Operación Prime Chance. Las armas y los sistemas de control de fuego serían la base para el futuro Kiowa Warrior. La AH-58D no es una designación de aeronaves oficial del Departamento de Defensa de los Estados Unidos, pero es usada por el Ejército para referirse a esa aeronave.
OH-58D Kiowa Warrior
El Kiowa Warrior, algunas veces llamado por su acrónimo KW, es la versión armada del OH-58D Kiowa. La principal diferencia que distingue el Kiowa Warrior del helicóptero AHIP original son los pilones de armas universales que se encuentran montados a ambos lados de la aeronave. Esos pilones tienen capacidad para transportar combinaciones de misiles antitanque AGM-114 Hellfire, misiles aire-aire AIM-92 Stinger (ATAS), lanzadores de 7 cohetes de 70 mm Hydra 70, y ametralladoras M296 de calibre 12,7 mm. La actualización Kiowa Warrior también incluye mejoras en potencia, navegación, comunicación y supervivencia, así como modificaciones para mejorar la capacidad de despliegue de la aeronave.
OH-58F
El OH-58F es la designación de una mejora del OH-58D. El Programa de Mejora de Cabina y Sensores (CASUP) presenta un sistema de adquisición de blancos y vigilancia montado en el morro, además del sensor montado en el mástil del OH-58D. La Carga de Sensores Comunes (CSP) AAS-53 incluye una avanzada cámara infrarroja, una cámara a color electro-óptica, y un intensificador de imagen; se espera que mejore las prestaciones de vuelo entre un 1 y un 2% a través de reducciones de peso y aerodinámica. Las mejoras de cabina incluye un Subsistema de Control y Pantalla versión 5, para una mayor potencia de procesado y almacenamiento, tres pantallas multifunción a color, y mapas móviles avanzados con independencia dual. El OH-58F tendría equipo Tripulado-No tripulado de Nivel 2 (L2MUM), pantalla de visualización de Mando de Batalla de Fuerza de Brigada e Inferior (FBCB2), con la futura mejora Blue Force Tracker 2. Las mejoras en supervivencia incluyen blindaje de suelo balístico y el Sistema de Aviso de Misiles Común (CMWS). Otras características incluyen conocimiento situacional mejorado, comunicaciones entre cabina digitales, mejoras futuras del Hellfire, uso del cableado rediseñado, Monitorización de Vida y Uso (HUMS), y funcionalidad de armas mejorada vía una interfase digital 1760. Tiene un controlador de motor digital de control total de doble canal para asegurar las operaciones a los niveles de potencia requeridos en todos los entornos. Para abordar los requerimientos de potencia, Rolls-Royce propuso adaptaciones a su motor 250-CR30 para incrementar la salida en un 12 %. El OH-58F estaría propulsado por un motor Rolls Royce 250-C30R3 de 480 kW (650 shp).
En octubre de 2012, el primer OH-58F fue terminado. A diferencia de la mayoría de los proyectos militares, el Ejército diseñó y construyó la nueva variante por sí mismo, lo que redujo los costes de desarrollo. Pesa 1628,4 kg, 24,04 kg menos que el peso objetivo y cerca de 90,72 kg menos que el OH-58D. Los ahorros en peso se atribuyen a un cableado más eficiente y a unos sensores más ligeros. La primera aeronave de producción comenzó a serie construida en enero de 2013 y fue entregada al Ejército a finales de año. La producción a bajo ritmo iba a comenzar en marzo de 2015, estando totalmente equipado el primer escuadrón operacional en 2016. El Ejército iba a comprar 368 OH-58F, siendo remanufacturados antiguos modelos OH-58A, C y D al modelo F. Debido a los daños en batalla y al desgaste en combate, la cantidad total de OH-58F estaría alrededor de las 321 aeronaves. El primer vuelo del OH-58F tuvo lugar el 26 de abril de 2013.
El Ejército decidió retirar su flota de Kiowa y finalizar las mejores CASUP y SLEP del modelo F. Las mejores CASUP y SLEP costarían 3000 y 7000 millones respectivamente, totalizando 10 000 millones por unas características que el Ejército no podía permitirse sufragar. El OH-58D puede alcanzar el 20% de los requerimientos de misiones exploración aérea armada; la mejora al estándar OH-58F lo incrementaría al 50%. El reemplazo de Kiowa con Apache y sistemas no tripulados en tareas de exploración cubriría el 80% de los requerimientos. En el primer trimestre de 2014, Bell recibió una orden de detención del programa CASUP del Kiowa modelo F.
OH-58F Block II
El 14 de abril de 2011, Bell realizó el primer vuelo exitoso de su variante OH-58F Block II. El Block II fue la apuesta de Bell en el programa Explorador Aéreo Armado (Armed Aerial Scout, AAS). Construido con las mejoras del modelo F, añade características que incluyen el motor turboeje Honeywell HTS900, la transmisión y rotores principales del Bell 407, y la cola y rotor de cola del Bell 427. Bell comenzó voluntariamente demostraciones de vuelo en octubre de 2012, y el Ejército tenía que decidir en diciembre si seguiría con el programa AAS. Bell esperaba que el Ejército continuara con sus modelos de extensión de vida en servicio en lugar del programa. El Kiowa modelo F era una “mejora obsoleta”, mientras que el Block II fue visto como una mejora en prestaciones. Esto daba al Ejército flexibilidad en tiempos de presupuestos menguantes, ya que tenía la opción de mejorar el Kiowa al modelo F y continuarlo al Block II más tarde, cuando hubiera suficiente presupuesto. Poco antes de diciembre de 2012, el Ejército decidió que recomendaría proceder con el programa AAS. El mismo finalizó el programa AAS a finales de 2013. Con el inicio de recortes de presupuesto a principios de 2013, se decidió que el coste de 16 000 millones por comprar nuevos helicópteros de exploración armada era demasiado costoso.
OH-58X
El OH-58X fue una modificación de un OH-58D (número de serie 69-16322) con características furtivas parciales y una torreta McDonnell-Douglas Electronics Systems de sistemas para pilotaje nocturno montada en el mentón del helicótpero; que incluye un sistema FLIR Kodak con 30 grados de campo de visión. Los sistemas de aviónica fueron consolidados y trasladados hacia la parte frontal de la aeronave, creando espacio para un asiento de pasajero en la parte de atrás de la cabina. No fueron producidos helicópteros en esta versión.

## Operadores
Arabia Saudita
- Fuerzas Terrestres Reales Saudíes: 406CS en servicio con el 1º Batallón de Aviación.[25]

 Argentina
- Ejército Argentino: 15 OH-58B pertenecientes al Escuadrón de Aviación de Exploración y Ataque 602. Los mismos, son Agusta Bell AB-206A1 Jet Ranger ex-Carabinieri armados con M134 Minigun. Estas aeronaves fueron puestas a punto por FADEA.

 Australia
- Ejército Australiano: 42 OH-58A/CA-32 en servicio con los 161 y 162 Escuadrón de Reconocimiento, y con el Centro de Entrenamiento de la Aviación del Ejército (Army Aviation Training Centre) que están siendo reemplazados por el Eurocopter EC 665 Tigre ARH.[20][50]
- Marina Real Australiana: 3 OH-58A/CA-32 en servicio entre 1974 y 2000 con los 722 y 723 Escuadrón, convertidos a A109 y AS350 para entrenamiento.[50][51]

 Austria
- Bundesheer: OH-58B en servicio con el Fliegerregiment 1.[52]

 Canadá
- Fuerzas Canadienses: COH-58A/CH-136 en servicio entre 1971 y 1995.[53]

 Colombia
20 actualmente en servicio.
 España

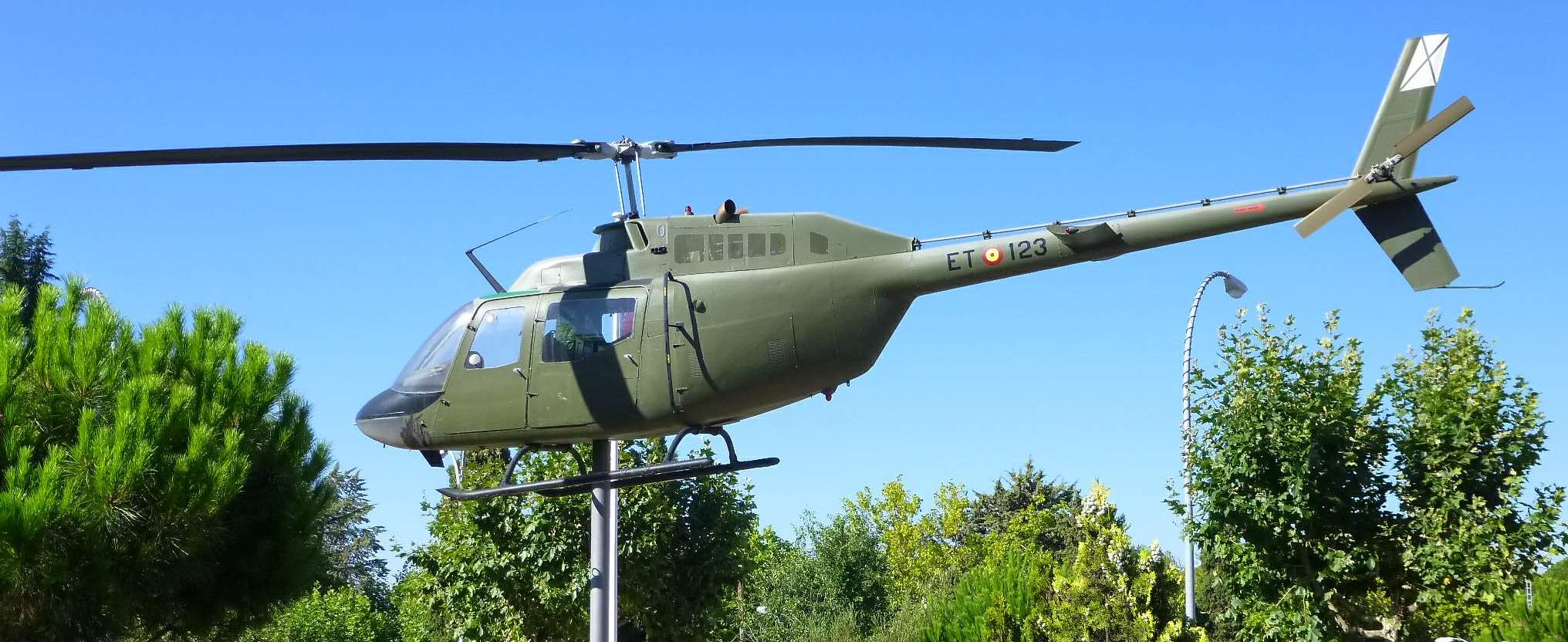
Bell OH-58A Kiowa español perteneciente a las FAMET.

- Ejército de Tierra de España (FAMET): En 1975 se adquirieron un total de doce Bell OH-58A Kiowa, aparatos que fueron encargados directamente a Bell y que, por tanto, eran máquinas totalmente nuevas. Las, ya por entonces, FAMET, los matricularon del ET-115 al ET-126, mientras que el Ejército del Aire les asignó los códigos Z.12B-6 a Z.12B-17, más tarde convertidos en HR.12B-6 a HR.12B-17. Se especializaron en misiones de observación en las Secciones de Reconocimiento. Fueron modificados para montar una ametralladora M-134/GAU-2/A Minigun, de General Electric, de 7,62 mm, con una cadencia seleccionable de entre 2000 y 4000 disparos por minuto. También participó en operaciones en el Sáhara. Posteriormente pasaron a operar en el Centro de Enseñanza de las FAMET (CEFAMET), ubicado en Colmenar Viejo. Varios aparatos se han preservado para ser expuestos en distintas bases. La única perdida por accidente afectó al ET-119, que cayó en la provincia de Ávila el 21 de mayo de 1990. Todos dados ya de baja.[54]

 Estados Unidos
- Ejército de los Estados Unidos

OH-58A/C Kiowa en servicio con:
- Eagle Flight Detachment, Fort Irwin
- Eagle Flight Detachment, Fort Polk
- Reconnaissance and Aerial Interdiction Detachments (RAID), 32 estados

OH-58D Kiowa Warrior en servicio con:
- 1º Escuadrón del 6º Regimiento de Caballería
- 2º Escuadrón del 6º Regimiento de Caballería
- 3º Escuadrón del 6º Regimiento de Caballería
- 4º Escuadrón del 6º Regimiento de Caballería
- 6º Escuadrón del 6º Regimiento de Caballería
- 1º Escuadrón del 17º Regimiento de Caballería
- 2º Escuadrón del 17º Regimiento de Caballería
- 3º Escuadrón del 17º Regimiento de Caballería
- 6º Escuadrón del 17º Regimiento de Caballería
- 7º Escuadrón del 17º Regimiento de Caballería

 República de China
- Ejército de la República de China: OH-58D Kiowa Warrior en servicio con las 601ª y 602ª Brigada de Caballería Aérea.[55]

 República Dominicana
- Ejército de República Dominicana: 4 OH-58A y 5 OH-58C (patrulla/SAR).[56]
- Armada de República Dominicana: 2 OH-58A (SAR. Retirados,transferidos a la Fuerza Aérea.).[56]
- Fuerza Aérea de República Dominicana: 10 CH-136 + 2 OH-58A (observación/patrullaje).[56]

 Uruguay
- Aviación Naval de Uruguay: 1. A principios de 2020 fue entregado y fue adquirido mediante licitación a un privado de Quebec, Canadá. Fue construido en el año 1971 para ser entregado a la Us Army.

## Especificaciones

### OH-58A
Referencia datos: U.S. Army Aircraft Since 1947

### Características generales
- Tripulación: 1 piloto, 2 pilotos, o 1 piloto y 1 observador
- Longitud: 9,80 m
- Diámetro rotor principal: 10,77 m
- Altura: 2,92 m
- Peso vacío: 718 kg
- Peso máximo al despegue: 1360 kg
- Planta motriz: 1× turboeje Allison T63-A-700.
  - Potencia: 236 kW (317 HP; 321 CV)
- Capacidad de combustible: 264,9 litros (70 galones)

### Rendimiento
- Velocidad máxima operativa (Vno): 120 nudos (222 km/h)
- Velocidad crucero (Vc): 102 nudos (189 km/h)
- Alcance: 481 km
- Techo de vuelo: 5800 m (19 000 pies)

### Armamento
- Ametralladoras: 

  - 1x M134 de 7,62 mm montada en el subsistema de armamento M27 ó
- Otros: 1x lanzagranadas M129 de 40 mm montado en el subsistema de armamento XM8

### OH-58D Kiowa Warrior
Referencia datos: Jane's, U.S. Army Aircraft Since 1947

### Características generales
- Tripulación: 2 pilotos
- Longitud: 12,85 m
- Diámetro rotor principal: 10,67 m
- Altura: 3,93 m
- Área circular: 178,5 m²
- Peso máximo al despegue: 2495 kg
- Planta motriz: 1× turboeje Rolls-Royce T703-AD-700A o 250-C30R/3.
  - Potencia: 485 kW (650 HP; 659 CV)

### Rendimiento
- Velocidad máxima operativa (Vno): 240 km/h
- Velocidad crucero (Vc): 204 km/h
- Alcance: 556 km
- Techo de vuelo: 4572 m (15 000 ft)

### Armamento
- Ametralladoras: 

  - 1x M296 de 12,7 mm
- Cohetes: 

  - 1x lanzador LAU-68 con siete cohetes Hydra 70 de 70 mm
- Misiles: 

  - 2x AGM-114 Hellfire

### Desarrollos relacionados
- Bell YOH-4
- Bell 206
- Bell 400 TwinRanger
- Bell 407
- Bell ARH-70

### Aeronaves similares
- OH-6 Cayuse
- MBB Bo 105
- Cicaré CH-14
- Changhe Z-11
- Aérospatiale Gazelle

### Secuencias de designación

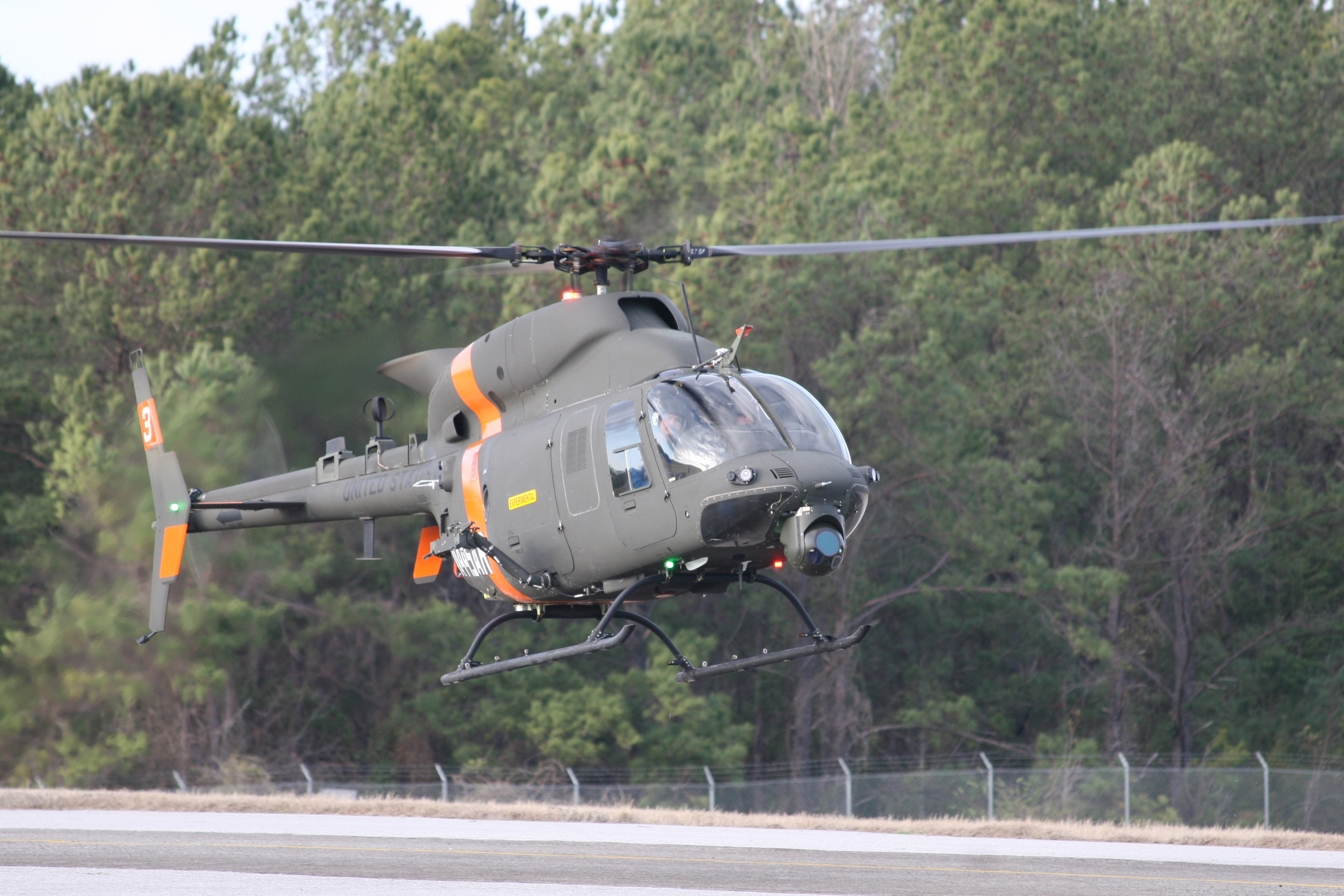
El helicóptero de reconocimiento armado Bell ARH-70 estaba preparado para reemplazar al Kiowa Warrior, pero su producción fue cancelada en el 2008.

- Secuencia Numérica (interna de Bell): ← 201 - 204 - 205 - 206 - 207 - 208 - 210 →
- Secuencia H-_ (Helicópteros estadounidenses, 1962-presente): ← TH-55 - AH-56 - TH-57 - OH-58 - XH-59 - UH-60/SH-60/HH-60/MH-60 - YUH-61 →
- Secuencia C_-_ (Aeronaves de las Fuerzas Canadienses, 1968-presente): ← CT-133 - CT-134 - CH-135 - CH-136 - CC-137 - CC-138 - CH-139 →

### Listas relacionadas
- Anexo:Materiales históricos del Ejército de Tierra de España desde la posguerra
- Anexo:Aeronaves de la Fuerza Aérea de los Estados Unidos (históricas y actuales)